# Tanjung Benoa
Tanjung Benoa is een bestuurslaag in het regentschap Badung van de provincie Bali, Indonesië. Tanjung Benoa telt 6767 inwoners (volkstelling 2010).